# Тикал
Тикал (шп. Tikal; мајатан: Tikal, Tik’al) је највеће археолошко налазиште цивилизације Маја. Тикал се налази у Провинцији Петен на северу Гватемале. Област Националног парка Тикал се сматра Светском баштином под заштитом УНЕСКО-а. Тикал је заштићен по два основа: културном (као споменик и археолошко налазиште) и као резерват природе.

## Географија
Тикал се налази у равничарском подручју средњоамеричке џунгле. Најближи град је Флорес, удаљен око 30 километара.

## Природа
У парку Тикал су присутне егзотичне тропске врсте дрвета, као што су џиновски капок (Ceiba pentandra), иначе свето дрво Маја, тропски кедар (Cedrela odorata) и махагони (Swietenia).
Од животињског света, заступљени су агути, коати, сива лисица, мајмуни хватачи, мајмуни урликавци, харпије, соколови, окасте ћурке (Meleagris ocellata), тукани, зелени папагаји, мрави листоједи (Atta cephalotes) итд. Јагуари и кугуари такође лутају овим парком.

## Историја
Тикал је био један од најзначајнијих културних центара цивилизације Маја, а у исто време један од највећих градова. Иако неки споменици у Тикалу потичу из 4-ог века п. н. е., Тикал је свој врхунац достигао у класичном периоду, између 200. и 850. нове ере. У овом периоду Тикал је био доминантни политички, економски и војни центар цивилизације Маја. Тикал је био у контактима са цивилизацијом Теотиуакана и постоје индикације да је Теотиуакан освојио и можда колонизовао Тикал у 4. веку. У Тикалу постоји јасна пауза у подизању грађевина током 7. века, што се тумачи ранијим поразом у борби са градом Каракол. Велелепне пирамиде су углавном саграђене у првој половини 8. века. Последњи споменик у Тикалу је подигнут 879. Овај престанак градитељске активности, био је праћен смањењем становништва, и најзад, потпуним напуштањем Тикала крајем 10-ог века.

## Археологија
Само је мањи број грађевина и споменика археолошки истражен у Тикалу, и то после неколико деценија истраживања.
Најимпозантније грађевине у Тикалу су 6 степенастих пирамида, означених као храмови I - VI. На врху сваке од пирамида налази се светилиште. Неке од пирамида су више од 60 метара. Већина пирамида је подигнута између 7. и 9. века, мада у њима постоје трагови раније подигнутих структура.
Храм I („Храм великог Јагуара“) потиче из 695; храм II („Храм Месеца“) из 702; храм III је саграђен 810. Највећи храм у Тикалу, храм IV, висок је око 70 метара. Овај храм слави владавину Јик ин Чан Кавила (Yik’in Chan Kawil), а натпис на његовом светилишту помиње годину 741. Храм V је изграђен 750, и једини је у коме није пронађен гроб неког владара. Храм VI („Храм натписа“), потиче из 766.
У граду су пронађени остаци краљевских палата, нека мања светилишта, и камене рељефне стеле. Откривено је и седам игралишта за „игру лоптом“, која је имала религијски значај у средњоамеричким цивилизацијама.
Стамбени сектор Тикала покривао је површину од 60 , и највећим делом овај простор није истражен. Процењује се да је овде некад становало између 100.000 и 200.000 људи.